# Liste der denkmalgeschützten Objekte in Hallein-Dürnberg
Die Liste der denkmalgeschützten Objekte in Hallein-Dürnberg enthält die 14 denkmalgeschützten, unbeweglichen Objekte der Katastralgemeinde Dürnberg (um den Ort Bad Dürrnberg) der Stadt Hallein im salzburgischen Bezirk Hallein.

## Denkmäler
| Foto |                 | Denkmal                                                                               | Standort                                     | Beschreibung | Metadaten |
| ---- | --------------- | ------------------------------------------------------------------------------------- | -------------------------------------------- | --- | --- |
| ja   | Datei hochladen | Siedlungen und Gräberfelder am Dürrnberg HERIS-ID: 11481 Objekt-ID: 7582              | Dürrnberg Standort KG: Dürnberg              | | BDA-Hist.: Q38102410 Status: Bescheid Stand der BDA-Liste: 2025-06-30 Name: Siedlungen und Gräberfelder am Dürrnberg GstNr.: 128/1, 130/1, 191/1, 192, 204/1, 205, 207, 215/1, 217/1, 217/3, 219, 221/1, 222, 223, 224/2, 225/3, 245, 248/1, 250/2, 253/1, 253/2, 253/4, 253/5, 254/1, 254/2, 258/2, 262, 265/1, 265/2, 266, 268/1, 268/3, 268/4, 268/5, 270, 271/2, 271/3, 273/1, 278/1, 281, 282/2, 296, 297/1, 302/1, 303/1, 304/2, 316/1, 316/5, 317/1, 326/1, 331, 332, 333, 334/1, 335/6, 335/7, 336/1, 337/1, 341, 342/1, 355/1, 355/2, 355/5, 382, 383/1, 383/2, 383/3, 383/5, 384, 385, 387/2, 403/1, 406/7, 424, 425, 426, 427/2, 428, 430, 433/1, 433/2, 434/1, 438/2, 470, 471, 476/1, 483, 485/4, 486, 646/3 |
| ja   | Datei hochladen | Relief HERIS-ID: 10580 Objekt-ID: 6639                                                | Dürrnberg-Landesstraße Standort KG: Dürnberg | 1524 von Jacob Tukner gestiftetes Kreuzigungsrelief. | BDA-Hist.: Q38073642 Status: § 2a Stand der BDA-Liste: 2025-06-30 Name: Relief GstNr.: 48 Kreuzigungsrelief Dürrnberg |
| ja   | Datei hochladen | Bildstock HERIS-ID: 10581 Objekt-ID: 6640                                             | Dürrnberg-Landesstraße Standort KG: Dürnberg | Gedrehte Säule aus Adneter Marmor aus dem 14. Jahrhundert, mit Würfelkapitell und jüngerem Aufsatz, darin Bergwerkszeichen Schlägel und Eisen. Anmerkung: Das Grundstück liegt an der "alten Dürnbergstraße" beim Gasthaus Wegscheid. Der Bildstock wird zum Ensemble an der Bundesstraße gezählt. | BDA-Hist.: Q38073677 Status: § 2a Stand der BDA-Liste: 2025-06-30 Name: Bildstock GstNr.: 79 |
| ja   | Datei hochladen | Kreuz von der Teufelsmühle HERIS-ID: 10582 Objekt-ID: 6641                            | Dürrnberg-Landesstraße Standort KG: Dürnberg | Das mehrfach überarbeitete, wahrscheinlich spätgotische Kruzifix aus dem 16. Jahrhundert stammt angeblich aus der sogenannten „Teufelsmühle“. | BDA-Hist.: Q38073726 Status: § 2a Stand der BDA-Liste: 2025-06-30 Name: Kreuz von der Teufelsmühle GstNr.: 49/1 Kruzifix Teufelsmühle |
| ja   | Datei hochladen | Inschrifttafel HERIS-ID: 10583 Objekt-ID: 6642                                        | Dürrnberg-Landesstraße Standort KG: Dürnberg | 1518 datierte Inschrifttafel mit Text zu einer Brunnenstiftung. | BDA-Hist.: Q38073745 Status: § 2a Stand der BDA-Liste: 2025-06-30 Name: Inschrifttafel GstNr.: 48 Inschrifttafel 1518 Dürrnberg |
| ja   | Datei hochladen | Nischenfigur HERIS-ID: 10584 Objekt-ID: 6643                                          | Dürrnberg-Landesstraße Standort KG: Dürnberg | Farbig gefasste Figur Madonna mit Kind, 19. Jahrhundert (?). | BDA-Hist.: Q38073755 Status: § 2a Stand der BDA-Liste: 2025-06-30 Name: Nischenfigur GstNr.: 48 Nischenfigur Madonna Dürrnberg |
| ja   | Datei hochladen | Kapelle der Kuranstalt St. Josef HERIS-ID: 8889 Objekt-ID: 4852seit 2015              | bei Hellstraße 1 Standort KG: Dürnberg       | Die im Jahr 1959 erbaute Kapelle mit Verbindungsgang zur Kuranstalt wurde nach den Plänen des Architekten Clemens Holzmeister erbaut. | BDA-Hist.: Q38021883 Status: Bescheid Stand der BDA-Liste: 2025-06-30 Name: Kapelle der Kuranstalt St. Josef GstNr.: 313 Kapelle Kuranstalt Dürrnberg |
| ja   | Datei hochladen | Urgeschichtlicher Salzbergbau Georgenberg HERIS-ID: 113940 Objekt-ID: 132328seit 2021 | bei Freygutweg 1a Standort KG: Dürnberg      | Anmerkung: großflächiges Areal, Koordinaten an einer Grundstücksgrenze | BDA-Hist.: Q105682685 Status: Bescheid Stand der BDA-Liste: 2025-06-30 Name: Urgeschichtlicher Salzbergbau Georgenberg GstNr.: 406/6, 423, 424, 426 |
| ja   | Datei hochladen | Bergamtsgebäude, Steigerhaus HERIS-ID: 24935 Objekt-ID: 21348                         | Ramsaustraße 3 Standort KG: Dürnberg         | Das zweigeschoßige Bergamtsgebäude aus dem 18. Jahrhundert steht hinter einer ehemaligen barocken Gartenanlage. | BDA-Hist.: Q37888745 Status: Bescheid Stand der BDA-Liste: 2025-06-30 Name: Bergamtsgebäude, Steigerhaus GstNr.: 322 |
| ja   | Datei hochladen | Pfarr- und Wallfahrtskirche Mariä Himmelfahrt HERIS-ID: 8884 Objekt-ID: 4847          | Rupertusplatz Standort KG: Dürnberg          | → Hauptartikel : Pfarr- und Wallfahrtskirche Dürrnberg f1 | BDA-Hist.: Q15852141 Status: § 2a Stand der BDA-Liste: 2025-06-30 Name: Pfarr- und Wallfahrtskirche Mariä Himmelfahrt GstNr.: 287 Pfarr- und Wallfahrtskirche Unsere Liebe Frau Mariä Himmelfahrt, Hallein-Dürrnberg |
| ja   | Datei hochladen | Doktorhaus, alte Bergschmiede HERIS-ID: 8888 Objekt-ID: 4851                          | Rupertusplatz 2 Standort KG: Dürnberg        | | BDA-Hist.: Q38021818 Status: Bescheid Stand der BDA-Liste: 2025-06-30 Name: Doktorhaus, alte Bergschmiede GstNr.: 671 |
| ja   | Datei hochladen | Volksschule HERIS-ID: 8886 Objekt-ID: 4849                                            | Rupertusplatz 3 Standort KG: Dürnberg        | Der mächtige Bau der Volksschule stammt im Kern wohl noch aus dem 16. Jahrhundert und erhielt seine Fassadengliederung im späten 19. Jahrhundert. | BDA-Hist.: Q38021677 Status: § 2a Stand der BDA-Liste: 2025-06-30 Name: Volksschule GstNr.: 292/2 |
| ja   | Datei hochladen | Pfarrhof HERIS-ID: 8887 Objekt-ID: 4850                                               | Rupertusplatz 4 Standort KG: Dürnberg        | Der zweigeschoßige Pfarrhof stammt im Kern aus dem 17. Jahrhundert, wurde aber 1730 und nochmals 1979 umgebaut. | BDA-Hist.: Q38021749 Status: § 2a Stand der BDA-Liste: 2025-06-30 Name: Pfarrhof GstNr.: 289 |
| ja   | Datei hochladen | Liebfrauenbründl HERIS-ID: 8885 Objekt-ID: 4848                                       | bei Rupertusplatz 7 Standort KG: Dürnberg    | Das Marmorbecken des Liebfrauenbründls westlich der Pfarrkirche stammt aus der Zeit um 1685, die Brunnensäule aus der Zeit um 1530. Die Figur der Maria mit Kind ist mit 1963 bezeichnet. | BDA-Hist.: Q38021611 Status: § 2a Stand der BDA-Liste: 2025-06-30 Name: Liebfrauenbründl GstNr.: 686 Liebfrauenbründl (Hallein-Dürrnberg) |